# Satchelliella arvernica
Satchelliella arvernica är en tvåvingeart som beskrevs av Vaillant 1979. Satchelliella arvernica ingår i släktet Satchelliella och familjen fjärilsmyggor. Inga underarter finns listade i Catalogue of Life.